# Neuroleon parvus
Neuroleon parvus är en insektsart som beskrevs av Douglas E. Kimmins 1943. Neuroleon parvus ingår i släktet Neuroleon och familjen myrlejonsländor. Inga underarter finns listade i Catalogue of Life.